# Geldrop
Geldrop – miasteczko w Brabancji Północnej w Holandii. Mieści się w gminie Geldrop-Mierlo. Geldrop do 2004 roku było osobną gminą. Wtedy to zostało połączone z Mierlo, głównie by odłączyć je od gminy Eindhoven.
Miasto znane jest z osiedla, którego nazwy ulic zostały zaczerpnięte z powieści J.R.R. Tolkiena.

## Transport
Geldrop posiada stację kolejową.
Miasto połączone jest z Eindhoven autostradą A67.

## Ludzie urodzeni w Geldrop
- Dries van Agt, polityk
- Ernest Faber, piłkarz
- Guido Imbens, ekonomista
- Lara Stone, modelka

## Galeria

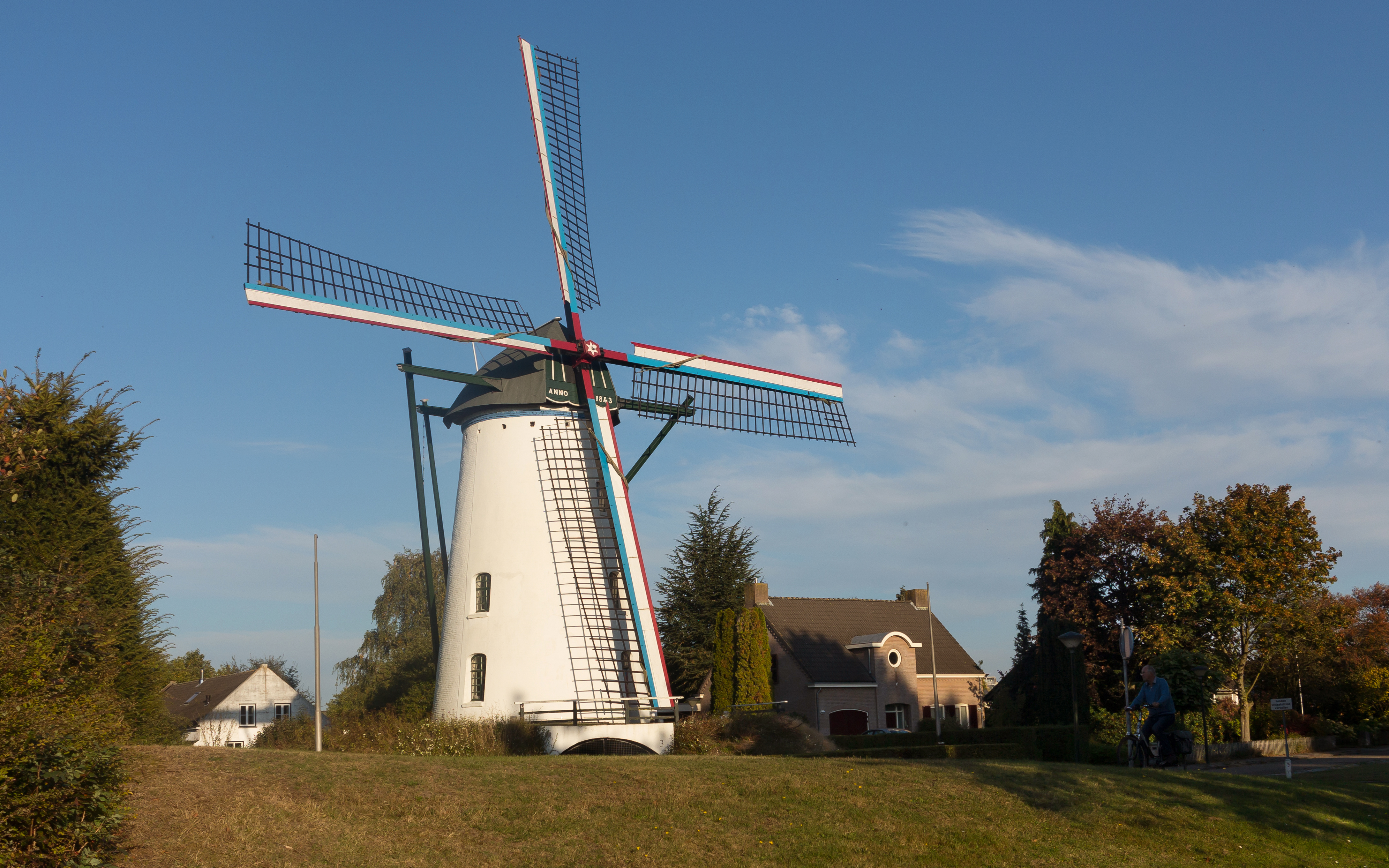
Młyn 't Nupke
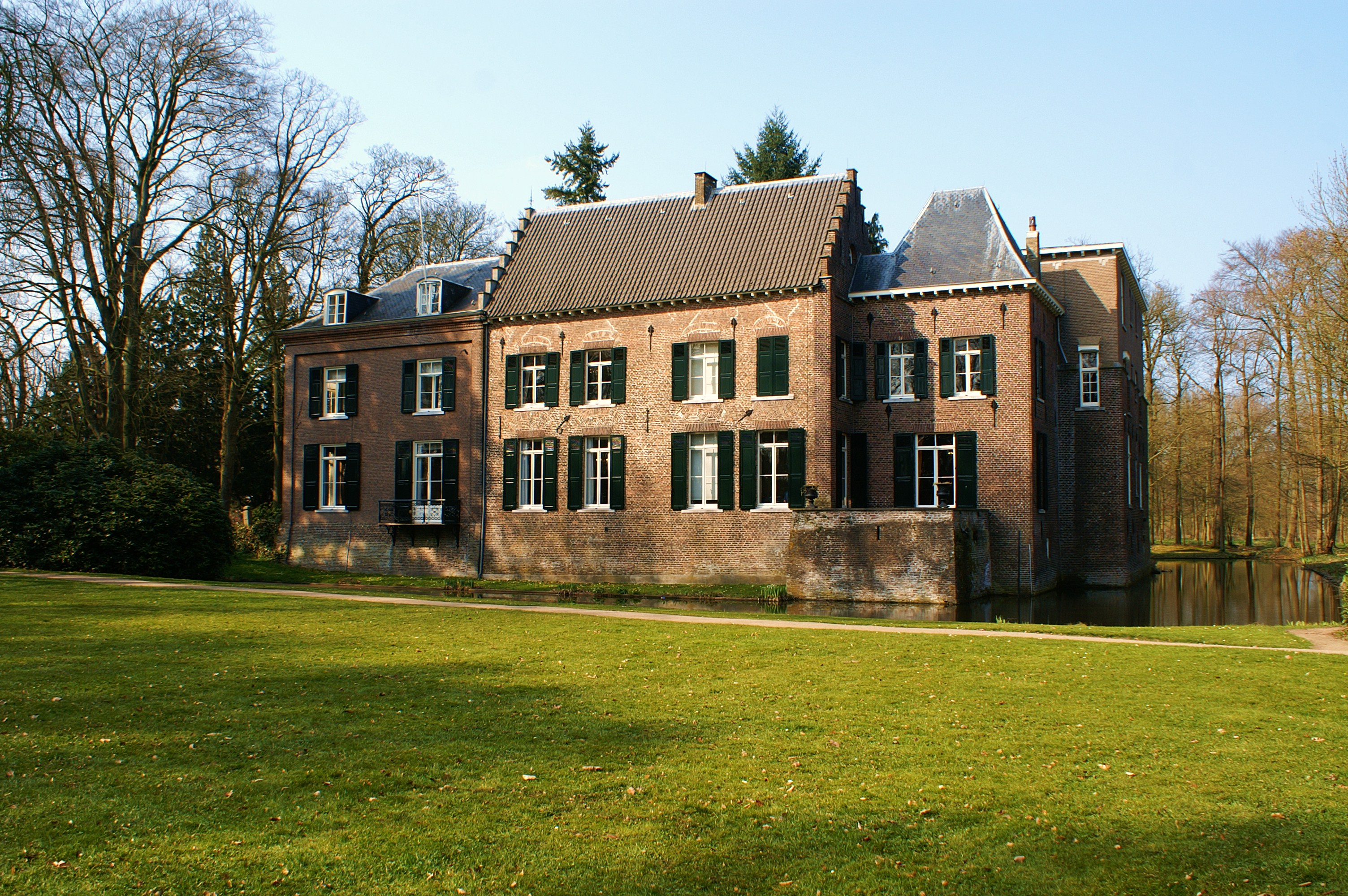
Zamek w Geldrop
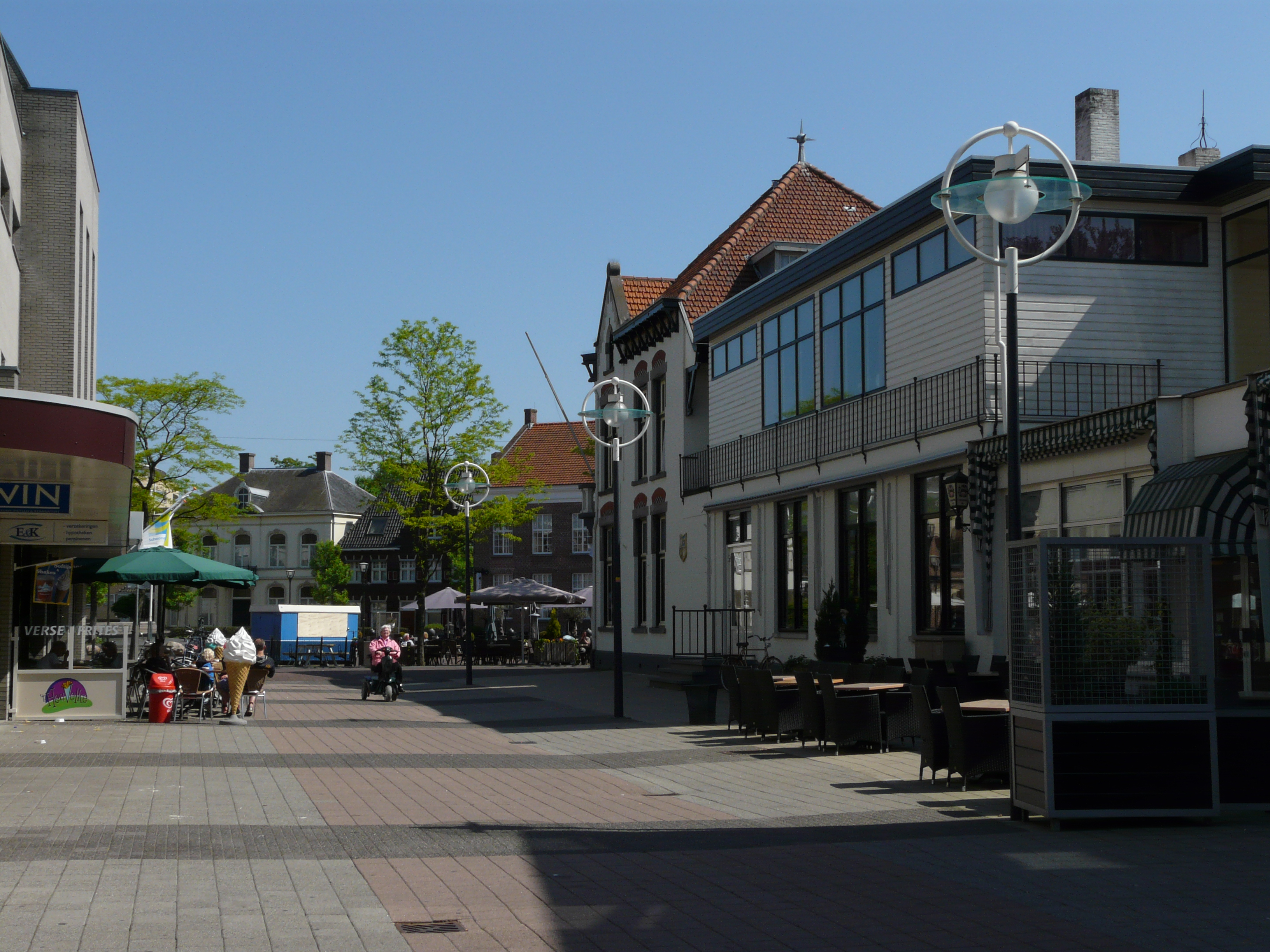
Centrum Geldrop
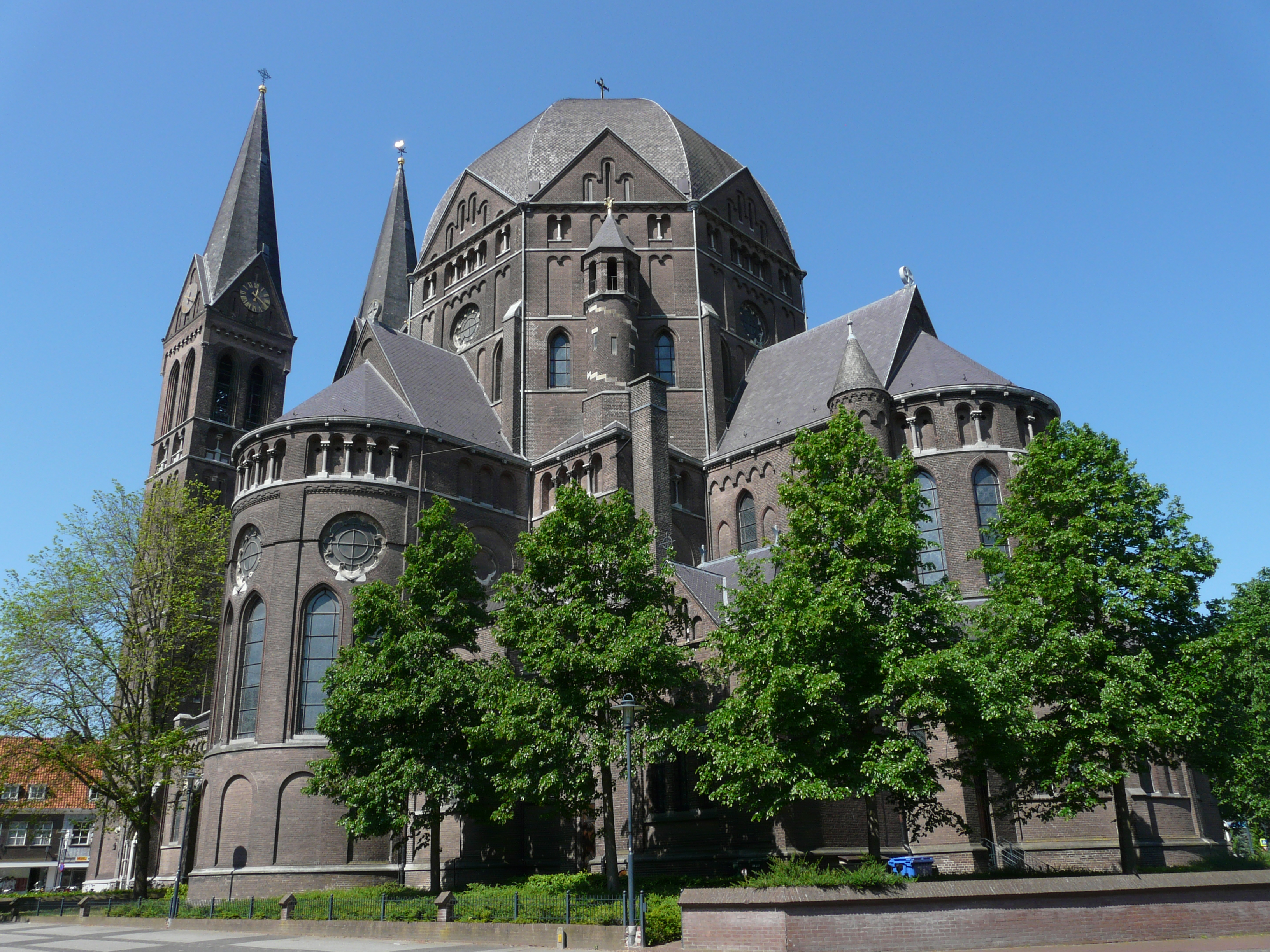
Kościół Sint-Brigidakerk
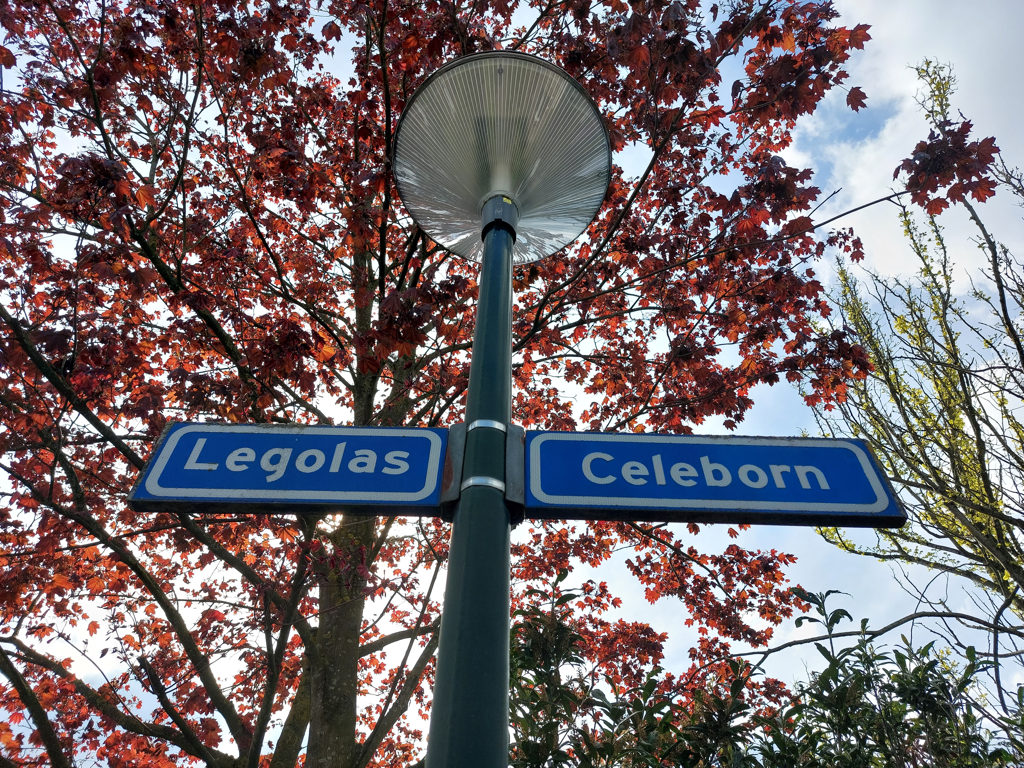
Ulica Legolasa i Celeborna na osiedlu w Geldrop.